# Shavonte Zellous
Shavonte Zellous, née le 28 août 1986 à Orlando (Floride) est une joueuse professionnelle de basket-ball de nationalité américaine au passeport croate. Mesurant 1,78 m, elle évolue au poste d’arrière.

## Biographie
À la Jones High School, sa dernière année se conclut sur un bilan de 30 victoires pour 2 défaites, tout en pratiquant avec succès le 100 mètres et le relais 4 × 100 mètres.
À l'université, Zellous est à l'arrière vedette des Panthers de Pittsburgh de 2005 à 2009, après une année en tant que redshirt. Elle conduit son équipe à la finale à quatre du Women's National Invitation Tournament (WNIT) en 2006 puis à trois accessions au tournoi final NCAA, dont une qualification pour le Sweet Sixteen - demi-finale régionale, soit l'équivalent d'un huitième de finale - en 2008 et 2009. Avec les Panthers, elle inscrit un total de 2 253 points, devenant le premier élément des Panthers (hommes et femmes confondus) à inscrire au moins 600 points sur trois saisons différentes.
Elle est choisie en 11e position au premier tour de la draft WNBA 2009 par le Shock de Détroit. Ses débuts réussis lui permettent d'intégrer la WNBA All-Rookie Team, devenant le plus bas choix de la draft à rejoindre cette sélection cette année-là, grâce à une marque moyenne de 11,9 points à 39 % d'adresse par rencontre (15,6 points et 5,0 rebonds en play-offs). Ses statistiques déclinent fortement l'année suivante au Shock de Tulsa, pour 4 matches, avant de rejoindre le Fever de l'Indiana avec respectivement 4,0 points à 16 % d'adresse et 5,9 points à 36 % d'adresse.
Le 27 mai 2010, elle est transférée de Tulsa à Indiana. Moins de 48 heures plus tard, toujours à Tulsa, elle endosse son nouveau maillot face à son ancienne équipe. Elle perd cette rencontre, qui est la première victoire du Shock à domicile depuis leur déménagement.
Autour de Tamika Catchings, elle se révèle lors de la saison 2012 qui voit le premier titre du Fever. L'année suivante, ses statistiques passent de 7,5 à 14,7 points par rencontre, ce qui contribue à son succès au trophée de la joueuse ayant le plus progressé en 2013.
En 2015, elle réalise son meilleur total de l'année avec 22 points lors du dernier match de la saison régulière pour des moyennes sur la saison de 8,4 points, 2,4 rebonds et 1,9 passe décisive et une participation aux Finales WNBA.
Agent libre, elle signe en février 2016 avec le Liberty de New York où elle retrouve Bill Laimbeer, qu'était coach du Shock de Détroit l'année où elle est draftée.
Le 11 juillet 2018, cette joueuse de l'ombre est la vedette de la rencontre opposant le Liberty au Sun du Connecticut. Elle marque de loin dans la dernière seconde le panier à trois points qui donne la victoire au Liberty qui restait alors sur une longue série de défaites.

### En Europe
En 2010-2011, elle dispute l'Euroligue avec le TTT Riga en Lettonie, marquant notamment 21 points, 8 rebonds et 4 passes face à l'USO Mondeville en novembre 2010 (victoire 55-50 pour Riga), mais son club, qui domine le championnat, ne se qualifie pas pour la seconde phase de l'Euroligue et elle rejoint le 8 février 2011 le club israélien de Ramat Hasharon, où jouent ses compatriotes Chante Black et Camille Little.
Elle remporte l'Euroligue 2013-2014 avec Galatasaray SK face au Fenerbahçe. Reconduite pour l'année suivante, son contrat est cependant rompu peu avant le début de saison. En effet, elle ne s'est pas présentée à la reprise de la saison estimant ne pas avoir perçu les boni liés aux résultats de la saison précédente. Un tribunal arbitral lui donne raison en mai 2015 et condamne le club de Galatasaray à lui verser 205 000 dollars.
Pour 2017-2018, elle joue en Turquie avec Bornova Becker.
Le 2 juin 2023, elle rejoint la Ligue Féminine de Basket en signant à Villeneuve d'Ascq. Championne LFB (10 points, 3,7 rebonds et 3 passes décisives en 24 minutes) après une saison régulière conclue avec 19 victoires et 3 défaites, et finaliste de l’EuroLeague, elle est reconduite à l'été 2024 par le club nordiste.

## Équipe nationale
Elle figure dans la présélection croate publiée fin mars 2015, ce qui semble indiquer sa naturalisation, mais ces démarches n'aboutissent pas pour des raisons administratives. Elle obtient néanmoins un passeport croate.

## Vie privée
Après la fusillade du 12 juin 2016 contre un établissement LGBT à Orlando qui cause 49 morts, Shavonte Zellous s'inquiète pour sa petite sœur qui est une habituée des lieux et avec laquelle elle partage la même orientation sexuelle.

## Palmarès
- Championne WNBA 2012
- Vainqueur de l'Euroligue féminine de basket-ball 2013-2014
- Vainqueur de l’Eurocup féminine de basket-ball 2024-2025
- Championne de France LFB 2024 avec Villeneuve-d'Ascq[23]

### Distinctions personnelles
- Team AP All-American (2009)[1]
- Big East Conference Most Improved Player (2007)[1]
- WNBA All-Rookie Team 2009 [24]
- Sélection au WNBA All-Star Game 2013[25]
- Joueuse ayant le plus progressé de la saison WNBA 2013[26]
- First Pick All Star Ligue Féminine de Basket : saison 2023-2024